# Heinrich Erythropel

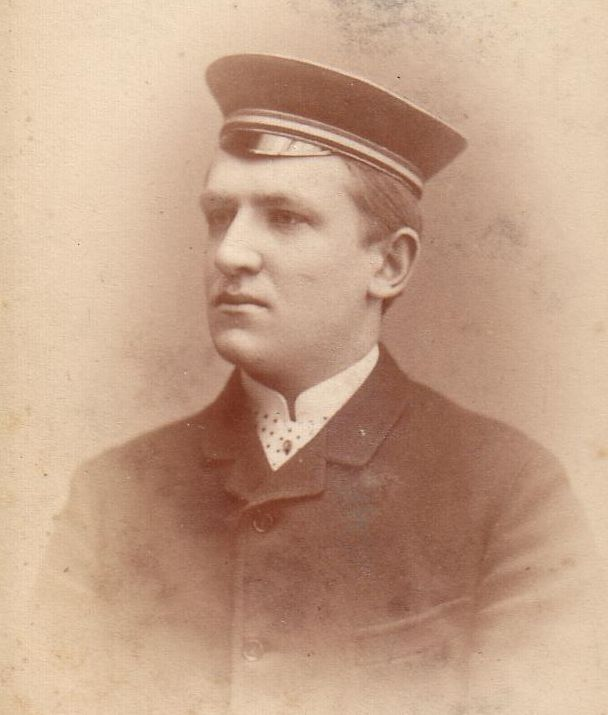
Heinrich Erythropel als Corpsstudent (1888)

Heinrich Friedrich Carl Erythropel (* 10. Januar 1865 in Hagenow; † 5. Januar 1940) war ein deutscher Jurist und DVP-Politiker. Er war von 1920 bis 1921 Innenminister und anschließend bis 1924 Mitglied des Landtages des Freistaats Mecklenburg-Schwerin.

## Leben
Heinrich Erythropel wurde als Sohn eines Kaufmanns geboren. Nach dem Besuch einer Privatschule in seiner Heimatstadt und dem Abitur 1884 am Fridericianum Schwerin begann er an der Eberhard Karls Universität Tübingen Rechtswissenschaft zu studieren. 1885 wurde er im Corps Franconia Tübingen aktiv. Im selben Jahr wechselte er an die Friedrich-Wilhelms-Universität zu Berlin, wo er mit Rudolf Focke auch im Corps Normannia Berlin aktiv wurde. Zum Wintersemester 1888/89 ging er an der heimatliche Universität Rostock. Er bestand 1891 das erste und 1895 das zweite juristische Staatsexamen. 
Gerichtsassessor war er in Rostock, Waren (Müritz), Güstrow, Teterow und Grabow. 1898 wurde er Amtsrichter in Goldberg und Güstrow. 1915/16 war er Vorsitzender des Tarifamtes für das Baugewerbe beider Mecklenburg und 1919/20 Vorsitzender der Landesbehörde für Volksernährung in Mecklenburg-Schwerin. 1921 wurde er als Oberregierungsrat mit der Wahrnehmung der Geschäfte des Staatskommissars für die Demobilisierung und des Leiters der Zentralauskunftsstelle für den Arbeitsmarkt beauftragt. Seit 1922 war er Vorsitzender einer Spruchkammer des Reichsentschädigungsamtes in Hamburg. 
Verheiratet war er mit Gertrud geb. Petersen.
Erythropel war 1908–1914 und 1919 Mitglied des Bürgerausschusses in Güstrow. Er trat in die Deutsche Volkspartei (DVP) und saß 1921–1924 im Landtag des Freistaates Mecklenburg-Schwerin. Vom 28. Juli 1920 bis zum 12. Januar 1921 amtierte er als Staatsminister für Inneres in der von Ministerpräsident Hermann Reincke-Bloch geführten Regierung des Freistaates Mecklenburg-Schwerin.